# Pazderski (nazwisko)
Pazderski (forma żeńska: Pazderska, liczba mnoga: Pazderscy) – polskie nazwisko.

## Etymologia nazwiska
Pochodzi od → pazur (pazdur, pazdor, pazor), poprzez dodanie formantu -ski → Pazder+ski. Notowane od 1700 roku.

## Rody szlacheckie
Wielka Encyklopedya Powszechna Ilustrowana wspomina o Pazderskich herbu Grabie.

## Demografia
Na początku lat 90. XX wieku w Polsce mieszkało 611 osób o tym nazwisku, najwięcej w dawnym województwie: bydgoskim  – 258, kieleckim – 69 i poznańskim – 35. W 2002 roku, według bazy PESEL mieszkały w Polsce 582 osoby o nazwisku Pazderski, najwięcej w powiecie nakielskim i mieście Bydgoszczy.